# El desprecio (película)
El desprecio (título original en francés: Le Mépris) es una película francesa de 1963 basada en la novela homónima de Alberto Moravia, dirigida por Jean-Luc Godard y protagonizada por Brigitte Bardot y Michel Piccoli con la aparición del director Fritz Lang interpretándose a sí mismo.

## Argumento
El productor americano Jeremy Prokosch (Jack Palance) encarga a Fritz Lang la dirección de una adaptación al cine de la Odisea de Homero. Descontento con el resultado, encarga a Paul Javal (Michel Piccoli), escritor de teatro, corregir el guion. A raíz de esto los caminos de Paul, su joven esposa Camille (Brigitte Bardot), el productor y su secretaria Francesca Vanini (Giorgia Moll) se entrelazarán, deteriorándose cada vez más la relación de la pareja a causa de la falta de celos por parte de él y del interés de Prokosch por Camille. Su historia se entrelazará con la de Penélope y Ulises en la Odisea, las aspiraciones artísticas de Paul y la evolución de los sentimientos de Camille.

## Relación con la novela
Como explica Víctor Conenna en la Revista Letraceluloide, la versión fílmica de Jean-Luc Godard se aleja de películas anteriores como Sin aliento (1959) y Vivir su vida (1962) e inaugura una nueva etapa de experimentación y cambio constante que perdura hasta hoy. Si el planteamiento de Moravia supone un desafío para aquellos que desean llevar un texto literario al cine, Godard lo acepta y redobla la apuesta, asume la historia como propia y la carga de sensualidad y erotismo (tarea nada difícil si entre los actores a dirigir se encuentra Brigitte Bardot en su momento de mayor esplendor). El director, además, se encarga de homenajear a Fritz Lang —que en la película hace el papel de sí mismo—, gesto que constituye, por un lado, la aceptación en torno a las reflexiones que plantea el texto y, por otro, la proclamación, más allá de las afinidades estéticas entre él y el escritor italiano, de sus principios éticos con respecto al cine. Tal vez sea por eso que Michel Piccoli —el protagonista de la película— declara en el número 632 de Cahiers du Cinéma que El desprecio es una obra completamente autobiográfica de Godard, autobiográfica de ese momento de su vida: un momento de dolor, de cuestionamiento de sí mismo frente al amor, a la literatura, al cine, al dinero.

## Elenco
- Brigitte Bardot: Camille Javal
- Michel Piccoli: Paul Javal
- Jack Palance: Jeremy Prokosch
- Giorgia Moll: Francesca Vanini
- Fritz Lang: él mismo
- Raoul Coutard: el camarógrafo
- Jean-Luc Godard: el asistente de dirección
- Linda Veras: una sirena